# 国吉郵便局 (和歌山県)
国吉郵便局（くによしゆうびんきょく）は和歌山県海草郡紀美野町にある郵便局。民営化前の分類では集配特定郵便局であった。

## 概要
住所：〒640-1363 和歌山県海草郡紀美野町田70番地

## 沿革
- 2007年（平成19年）10月1日 - 民営化に伴いゆうゆう窓口を廃止し、併設された郵便事業海南支店国吉集配センターに一部業務を移管
- 2012年（平成24年）10月1日 - 日本郵便株式会社の発足に伴い、郵便事業海南支店国吉集配センターを国吉郵便局へ統合。
- 2016年（平成28年）2月8日 - 美里郵便局へ集配機能を移管。無集配郵便局となる。

## 取扱内容
- 郵便、印紙、ゆうパック、内容証明
- 貯金、為替、振替、振込、国際送金、国債
- 生命保険、バイク自賠責保険
- ゆうちょ銀行ATM

## 風景印
- 図案は美里天文台。局名表記は「和歌山　国吉」
- 使用開始日は1995年7月7日

## 周辺
- 慶風高校